# Coca Sek
La Coca-Sek (en naza : Coca del Sol) est une boisson jaune translucide, gazeuse et sucrée, aux extraits de feuilles de coca. Elle a un parfum de thé, avec un goût intermédiaire entre la limonade et la ginger ale.
Commercialisée en Colombie par David Curtidor le 16 décembre 2005 pendant les fêtes d'Inzá, elle a commencé à être retirée de la vente par le gouvernement en mai 2007.